# Change the World (bài hát của V6)
"Change the World" là một bài hát của nhóm nhạc nam Nhật Bản V6. Nó được phát hành vào ngày 25 tháng 10 năm 2000 quaAvex Trax, là đĩa đơn thứ 17 củq nhóm. Bài hát được sử dụng làm bài hát chủ đề mở đầu đầu tiên của anime InuYasha. Đĩa đơn này nằm ở vị trí số 3 trên bảng xếp hạng đĩa đơn Oricon và giữ nguyên trong 13 tuần.

## Tracklisting
- Đĩa đơn CD[2]

1. "Change the World"
2. "Jōgen no Tsuki" (上弦の月? "Quarter moon")
3. "Silver Bells"
4. "Change the World" (Original Karaoke)
5. "Jōgen no Tsuki" (Original Karaoke)
6. "Silver Bells" (Original Karaoke)

## Bảng xếp hạng
| Bảng xếp hạng (2000)           | Vị trí cao nhất |
| ------------------------------ | --------------- |
| Bảng xếp hạng đĩa đơn Nhật Bản | 3               |